# گورستان شئول (آ)
گورستان شئول (آ) مربوط به پیش از اسلام است و در شهرستان رودبار، بخش مرکزی، روستای جوکین واقع شده و این اثر در تاریخ ۱۴ مرداد ۱۳۸۲ با شمارهٔ ثبت ۹۳۹۰ به‌عنوان یکی از آثار ملی ایران به ثبت رسیده است.